# Man on Ground
Man on Ground es una película dramática de 2011 dirigida por Akin Omotoso. Es una colaboración entre Nigeria y Sudáfrica. Se proyectó y estrenó en el Festival Internacional de Cine de Toronto 2011. La película cuenta una historia sobre cómo la xenofobia en Sudáfrica afecta la vida de dos hermanos nigerianos.

## Sinopsis
Femi y Ade, un ejecutivo financiero, son dos hermanos inmigrantes. Desconocido para Ade, su hermano, en exilio autoimpuesto debido a su afiliación política, ha sido secuestrado en Sudáfrica. 

## Elenco
- Hakeem Kae-Kazim como Ade
- Fabian Adeoye Lojede como Femi
- Fana Mokoena como Timothy
- Bubu Mazibuko como Lindiwe
- Thishiwe Ziqubu como Zodwa
- Makhaola Ndebele como Vusi
- Mandisa Bardill como Nadia
- Joshua Chisholm como Young Ade
- Mbongeni Nhlapo como Young Femi
- Eugene Khoza como Hype man

## Lanzamiento
Tuvo su estreno en el Festival Internacional de Cine de Toronto el 12 de septiembre de 2011.

## Premios y nominaciones
| Premios                                                        | Categoría                  | Nominados        | Resultado |
| -------------------------------------------------------------- | -------------------------- | ---------------- | --------- |
| Octava edición de los Premios de la Academia de Cine de África | Mejor película             | Akin Omotoso     | Nominado  |
| Octava edición de los Premios de la Academia de Cine de África | Mejor sonido               |                  | Nominado  |
| Octava edición de los Premios de la Academia de Cine de África | Mejor Cinematografía       |                  | Nominado  |
| Octava edición de los Premios de la Academia de Cine de África | Mejor edición              |                  | Nominado  |
| Octava edición de los Premios de la Academia de Cine de África | Mejor actor                | Hakeem Kae-Kazim | Nominado  |
| Octava edición de los Premios de la Academia de Cine de África | Mejor actor de reparto     | Fana Mokoena     | Ganador   |
| Octava edición de los Premios de la Academia de Cine de África | Mejor Director             |                  | Nominado  |
| Octava edición de los Premios de la Academia de Cine de África | Premio especial del jurado | Akin Omotoso     | Ganador   |